# Miljska ravnica
Miljska ravnica ili Miljska stepa (azerski: Mil düzü, ruski: Ми́льская равни́на, равнина Миль, Мильская степь) je polupustinjska aluvijalna ravan i međuriječje Kure i Arasa u Azerbajdžanu. Zajedno s Karabaškom, Muganskom i Širvanskom ravnicom čini Kura-arasku nizinu. Prostire se kraj desne obale rijeke Kure koja se nalazi zapadno od izvora Arasa.
Uzdignuta je na zapadu. Sjeveroistočni dio ravnice nalazi se ispod razine mora. Klima je suha s vrućim ljetima. Na istoku i sjeveroistoku ravnice godišnja količina padalina iznosi 300 mm ili manje. Vegetacija je polupustinjska. Koristi se za navodnjavanje. Uzgajaju se pamuk i žitarice te domaće životinje. Na zapadnom kraju nizine nalazi se grad Agdžabedi, na jugozapadu Bejlagan, a na jugu Imišli. Na prostoru ravnice 2003. godine osnovan je Aggeljski nacionalni park.